# ベリエフ R-1
- 分類：飛行艇
- 製造者：
- 初飛行：1952年5月30日
- 生産数：1機

ベリエフ R-1（Beriev R-1）は1950年代のソビエト連邦のジェット飛行艇である。操縦席は機体の片側に偏って設けられた水滴型のキャノピーは与圧され、射出座席を備えた。動力銃座で武装したT尾翼の機体であり、レーダーを装備し全天候性をもつことを目指された。
第二次世界大戦終了後、ベリエフ設計局（第49設計局、OKB-49）はBe-6の後継機となる海軍向けのジェット飛行艇を開発するプロジェクトRを発足させた。 1948年6月12日に軍当局の要求がだされ、乗員は3名で航続距離2,000-2,500 km、速度は800 km/h、レーダーの装備が求められた。用途は偵察や攻撃機用途が想定され、4基の20mm機関砲と、2,000 kgの爆弾搭載能力が求められた。
1950年6月10日にモックアップが製作され、エンジンは当初計画されたロールスロイス・ニーンからより高出力のソビエト国産のクリモフWK-1に変更された。主翼はエンジンを水面からの距離を離すためにガルウィングが採用された。補助ロケットの装備が可能であった。2個の500kg機雷の搭載が可能であった。
1951年11月に試作機が完成し、11月24日に水上試験が行われた。165km/hで水上を滑走したとき、制御不能のピッチ方向の振動が発生し、機体は大きな損傷を受けた。修復されて1952年5月30日に初飛行したが、高速滑走中の振動の問題は解決されなかった。揚力装置の改良などが加えられた改良型の試験は1953年7月18日に再開されたが、より有望なBe-10のプロジェクトのためのデータをとるためにだけに使われ、1956年2月に事故を起こした後は、修理されることはなかった。

## 要目
| 項目     | データ                                               |
| -------- | ---------------------------------------------------- |
| 乗員     | 3                                                    |
| エンジン | 2 ×Klimow WK-1 推力 26.4 kN                          |
| 全長     | 19.90 m                                              |
| 翼幅     | 20.00 m                                              |
| 翼面積   | 58.2 m²                                              |
| 自重     | 12,460 kg                                            |
| 離陸重量 | 20,300 kg                                            |
| 最高速度 | 800 km/h                                             |
| 巡航速度 | 760 km/h                                             |
| 離水速度 | 195 km/h                                             |
| 着水速度 | 185 km/h                                             |
| 航続距離 | 2,000 km                                             |
| 最高高度 | 11,500 m                                             |
| 武装     | 2× 23 mm 前方機関砲 23 mm 後方機関砲 搭載量 1,000 kg |